# Departamento de Concordia
Departamento de Concordia är en kommun i Argentina.   Den ligger i provinsen Entre Ríos, i den nordöstra delen av landet, 400 km norr om huvudstaden Buenos Aires.
Trakten runt Departamento de Concordia består i huvudsak av gräsmarker. Runt Departamento de Concordia är det ganska glesbefolkat, med 21 invånare per kvadratkilometer.